# Cantonul Wœrth
Cantonul Wœrth este un canton din arondismentul Wissembourg, departamentul Bas-Rhin, regiunea Alsacia, Franța. Cantonul se numea "Cantonul Voerth-sur-Lauer" în secolul al XIX-lea.

## Comune
- Biblisheim
- Dieffenbach-lès-Wœrth
- Durrenbach
- Eschbach
- Forstheim
- Frœschwiller
- Gœrsdorf
- Gunstett
- Hegeney
- Lampertsloch
- Langensoultzbach
- Laubach
- Morsbronn-les-Bains
- Oberdorf-Spachbach
- Preuschdorf
- Walbourg
- Wœrth (reședință)

1. ↑  Gazette nationale ou le Moniteur universel (în franceză), 29 noiembrie 1839, accesat în 23 mai 2023